# Skalná Alpa
Skalná Alpa (1463 m n. m.) je hora ve Velké Fatře na Slovensku. Nachází se v Liptovské větvi hlavního hřebene mezi Tanečnicou (1462 m) na jihu a Malou Smrekovicou (1485 m) na severu. Západním směrem z ní vybíhá rozsocha sevřená mezi Blatnou dolinu a údolí Rakytov a klesající přes vrchol Tmavá (1219 m) do Ľubochnianske doliny. Na východě se nachází krátká rozsocha bez výrazného vrcholu, která klesá do horních partií doliny Skalné. Hora s širokým okolím je chráněna v rámci Národní přírodní rezervace Skalná Alpa (rozloha 525 ha, vyhlášena 1964). Na slovenské poměry nezvyklý název zavedli až v 19. století rakouští kartografové.

## Přístup
- po zelené  značce od horské chaty Smrekovica nebo ze Severného Rakytovského sedla (značka prochází pouze po úbočí)